# Пекарев, Александр Васильевич
Алекса́ндр Васи́льевич Пе́карев (7 [20] декабря 1905 — 19 декабря 1978) — советский архитектор, скульптор. Член Союза Архитекторов СССР. Член Союза художников СССР. Участник Великой Отечественной войны, подполковник в отставке, парторг ЦК ВКП(б) на строительстве Дворца Советов в Москве.

## Биография

### 1920—1945
Александр Васильевич Пекарев родился 7 (20) декабря 1905 года в селе Старый Двор Суздальского уезда Владимирской губернии в семье крестьян.
В начале 20-х годов, спасаясь от голода в деревне, Александр Пекарев перебрался в Москву, где в то время работал на стройке каменщиком его дядя. Начав с подсобника каменщика на строительстве жилого дома № 2 по Хамовнической набережной (ныне Фрунзенская наб. 2/1). Александр быстро освоил новую тогда специальность арматурщика и на строительстве здания Центрального телеграфа в Москве уже работал бригадиром.

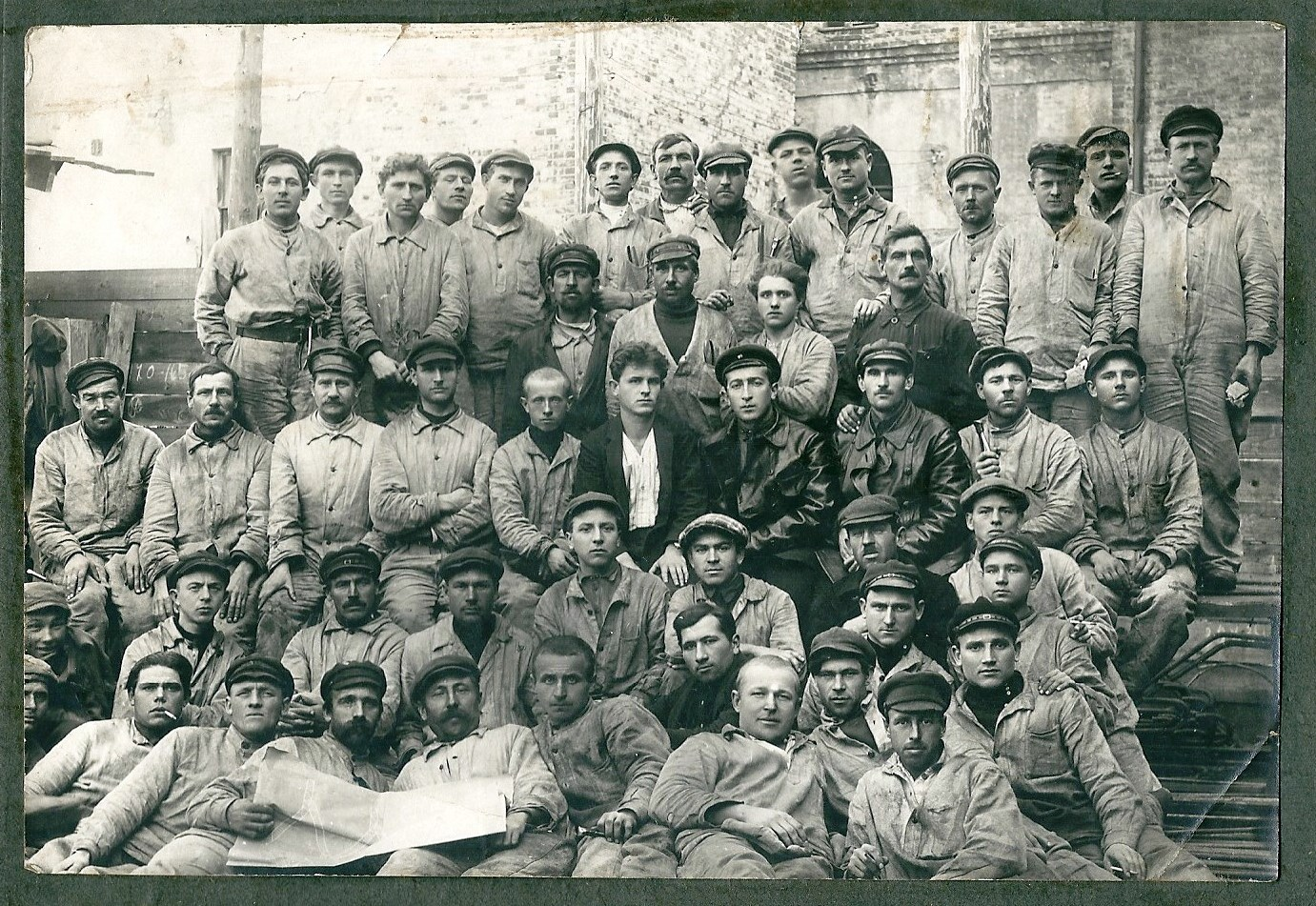
Строители здания Центрального телеграфа в Москве. 4.09.1926.
Бригадир Александр Пекарев во втором ряду третий справа (в клетчатой кепке)

По окончании работ на Центральном Телеграфе вместе со своей бригадой перешёл на строительство «Дома правительства» — комплекс сооружений на Берсеневской набережной Москвы-реки. Построенный по проекту архитектора Бориса Иофана, этот комплекс известен как «Дом на набережной». На этом строительстве бригада А. Пекарева занимает первое место во Всесоюзном социалистическом соревновании комсомольско-молодёжных бригад.
В 1930 году Александр заканчивает рабфак и вступает в ВКП(б).
На молодого рабочего обратил внимание главный архитектор стройки Б. М. Иофан и по его совету Александр Пекарев поступает в организованный в 1933 году Московский архитектурный институт (МАрхИ). Здесь Пекарева выбирают парторгом факультета.
После окончания института он работает в Строительном управлении московского Кремля, а затем в Управлении строительства Дворца Советов, который по замыслу должен был стать самым высоким зданием мира. Пекарев избирается секретарём партийной организации строительства и утверждается в должности парторга ЦК ВКП(б). Он избирается также членом Бюро Фрунзенского райкома ВКП(б) г. Москвы и депутатом райсовета, где он знакомится с Екатериной Фурцевой, будущим Mинистром культуры СССР.

### Великая Отечественная война

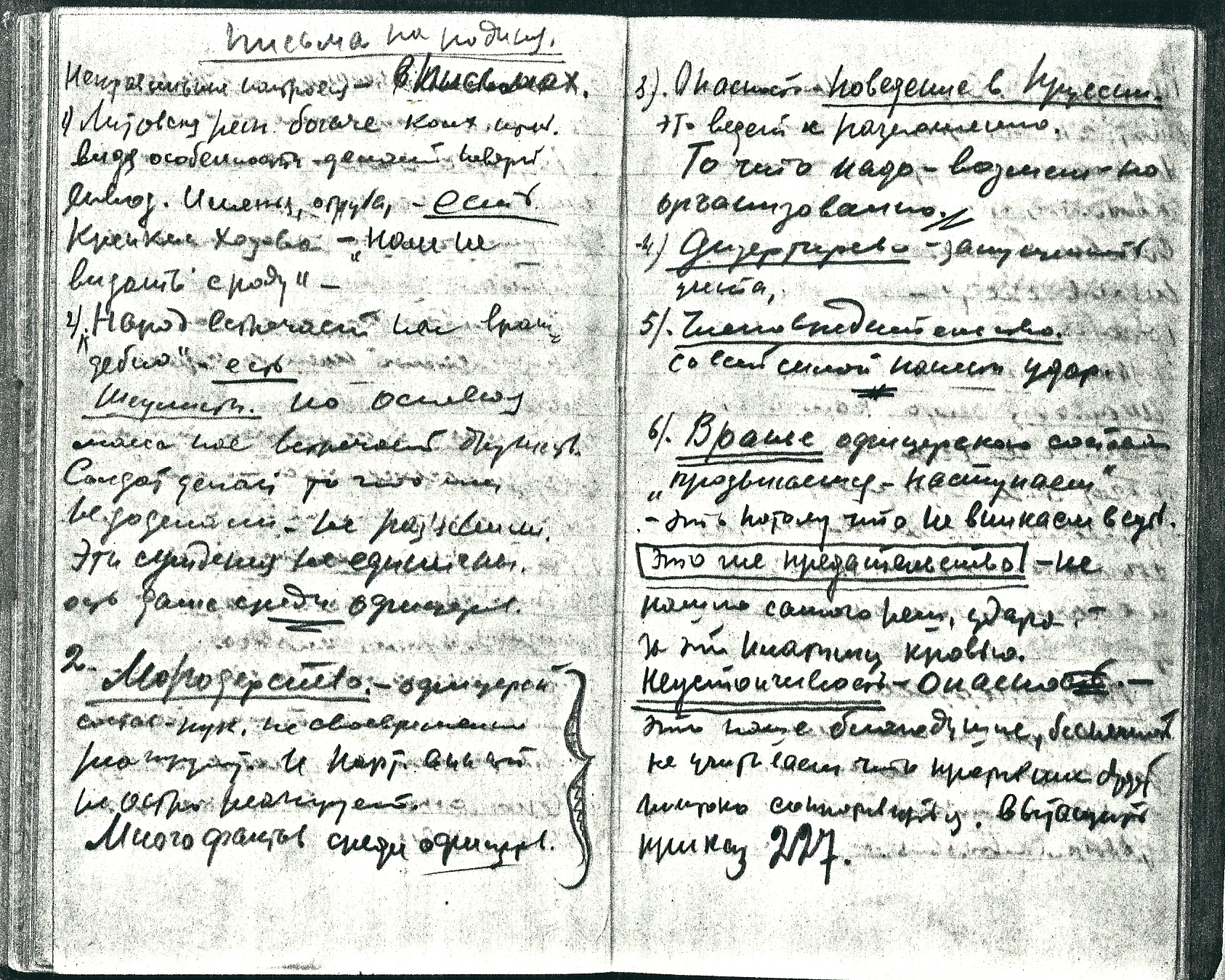
Записная книжка начальника политотдела 19-й гвардейской рудненской стрелковой дивизии подполковника А. В. Пекарева. Литва, Восточная Пруссия, 1944. (Стр. 78-79 из 144).

Первый год Великой Отечественной войны Александр Васильевич проводит в Москве на строительстве оборонительных сооружений и организуя эвакуацию на Урал сотрудников проектных мастерских Дворца Советов. Их направляли в посёлок Красная Горка, (Каменск-Уральский), на строительство Уральского алюминиевого завода. В Красную Горку была эвакуирована и семья Александра Васильевича.
Рассказывает сын Александра Васильевича, Денис:

 Нас было четверо: моя мама, обе мои бабушки и я. В посёлке Красная Горка на втором этаже кирпичного дома нам выделили большую комнату в двухкомнатной квартире. Комната была проходной и нам дали право самим найти семью во вторую, меньшую комнату. Мои родители остановились на Марии Михайловне Гоберман, матери с 17-летним сыном. В 1937 её муж Георгий Платонович Гоберман был репрессирован и Мария Михайловна, как жена «врага народа», никуда не могла устроиться на работу, но мой отец имел мужество взять её в проектную мастерскую Дворца Советов. Так мы и прожили всю войну вшестером. А мальчик, который ходил мимо моей детской кроватки, впоследствии стал русским писателем Анатолием Алексиным.
20 апреля 1942 года Фрунзенским военкоматом Москвы А. Пекарев был призван в РККА и направлен в Ковров на должность начальника политотдела 1-й Запасной кавалерийской бригады, командовал которой генерал-майор П. Л. Рудчук.
В действующей армии с 1943.
С апреля 1944 гвардии подполковник А. Пекарев — начальник политотдела 19-й гвардейской рудненской стрелковой дивизии. Он участвует в Смоленской, Белорусской, Мемельской, Гумбиннен-Гольдапской и Восточно-Прусской наступательных операциях 3-го Белорусского фронта.
За участие в Белорусской операции А. Пекарев Фронтовым приказом № 502 от 2.07.1944 за подписью генерала армии И. Д. Черняховского был награждён орденом «Красного Знамени». Интересно отметить, что тем же Фронтовым приказом был награждён орденом «Красного Знамени» гвардии полковник Василий Иосифович Сталин — сын И. В. Сталина.

### Советско-японская война
После взятия Кёнигсберга в апреле 1945 19-я гвардейская стрелковая дивизия в составе 39-й армии под командованием генерал-полковника И. И. Людникова была переброшена на Дальний Восток на Советско-японскую войну, где дивизия участвовала в Хингано-Мукденской наступательной операции. За участие в боях гвардии подполковник А. Пекарев получил второй орден «Красного Знамени».
В представлении к награде написано:

За период боевых операций по разгрому Японо-манчжурских войск подразделения и части дивизии проявили высокое политико-моральное состояние, упорство в бою, стремительность в наступлении и при преследовании. Такое состояние войск в значительной мере определилось той большой политико-воспитательной работой, которая была проведена как в период подготовки к операции, так и в ходе её выполнения.
Тов. ПЕКАРЕВ как непосредственный руководитель партийно-политической работы в дивизии, в этих условиях показал своё умение воспитывать воинов в духе беззаветной преданности своей Родине и жгучей ненависти к врагу. Партийно-политический аппарат и все коммунисты и комсомольцы дивизии проявили в боях чудеса храбрости и выносливости, они своим примером цементировали подразделения и части и воодушевляли их на боевые подвиги.
Тов. ПЕКАРЕВ достоин правительственной награды ордена «Красное Знамя»

### 1945—1978
В октябре 1945 после капитуляции Японии А. Пекарев по демобилизации возвращается в Москву на своё прежнее место работы в Управление строительства Дворца Советов, проект которого к тому времени был заморожен и Управление переориентировано на строительство в Москве высотных зданий, в том числе высотного здания Московского университета. Главным архитектором проекта был всё тот же архитектор Б. М. Иофан, который когда-то заметил одарённого крестьянского юношу Сашу Пекарева и дал ему «путёвку в жизнь».
Шёл 1947 год. К этому времени вернулись с фронта многие, с кем А. Пекарев учился в архитектурном институте и работал здесь до войны, в том числе его друзья архитекторы Яков Белопольский, Александр Борецкий, скульптор Евгений Вучетич и многие другие, вернулся с Урала из эвакуации весь коллектив проектных мастерских. Но общее настроение в проектных мастерских было не радостным. После мощного подъёма патриотических чувств СССР вступал в эпоху борьбы с «безродными космополитами». А. Пекареву стали поступать звонки из московского горкома партии с требованиями уволить того или иного архитектора, стали приходить сотрудники проектных мастерских с необычными жалобами. Как говорил архитектор Борис Борецкий, у Саши Пекарева было абсолютное чувство справедливости и это не позволяло ему идти на сделку со своей совестью. В «Российском государственном архиве» (РГАСПИ) должны находиться письма А. В. Пекарева И. В. Сталину, начинавшиеся словами «Я, как честный коммунист, …». Далее А. Пекарев сообщал, что ему опять звонил секретарь московского горкома партии и требовал уволить ряд архитекторов и что он, Пекарев, ни при каких обстоятельствах этого делать не будет, так как совершенно очевидно, что речь идёт не об их профессиональных качествах (к которым претензий нет), но об их национальной принадлежности, и он, Пекарев, категорически против этого возражает. Александр Васильевич прекрасно понимал, кто такие «безродные космополиты», а будучи женатым на еврейке он особенно остро это чувствовал.
К концу 1947 года А. Пекарев, член ВКП(б) и партийный секретарь, уже окончательно для себя решил, что если он и не может совсем выйти из партии, то порвать с партийной работой он просто обязан. Но как? И тут приходит на помощь его тёща — Нина Ильинична, скульптор, получившая образование в Париже и с огромным опытом преподавания в знаменитых ВХУТЕМАСе и ВХУТЕИНе. Именно она посоветовала Александру Васильевичу учиться скульптуре. Это, конечно же, потребовало неимоверных усилий со стороны самого Пекарева: в прихожей своей квартиры на Фрунзенской набережной он организовал импровизированную мастерскую и не только все выходные, но каждый вечер до глубокой ночи после напряжённой работы в Управлении строительства, которая часто затягивалась допоздна, Александр Васильевич учился лепить из глины. Ему охотно позировали рабочие со строительства и просто друзья. Приходила Нина Ильинична и давала ему, что называется, частные уроки. «Александр Васильевич, я сделаю из вас хорошего скульптора!» — говорила она и своё слово сдержала: уже в 1948 году на Всесоюзную выставку произведений молодых художников комиссия отбирает скульптурный портрет рабочего-стахановца В. Р. Быкова работы Александра Пекарева. В это же время его старый друг скульптор Евгений Вучетич назначается главным скульптором ВСХВ и приглашает Александра Пекарева стать своим заместителем. После ухода Вучетича в 1950 году главным скульптором становится А. Пекарев.

## Творчество
Скульптор А. Пекарев работал преимущественно в области портретной скульптуры. Он автор целой галереи портретов деятелей науки и культуры, передовых рабочих и колхозников. Среди них писатель Максим Горький, русский путешественник Н. М. Пржевальский, нобелевский лауреат И. И. Мечников, академики В. В. Вернадский и Н. В. Цицин, Герой Социалистического Труда Д. М. Гармаш и другие. Им созданы памятники героям труда А. Д. Кошевой — на территории ВДНХ, Ибраю Жахаеву в Кзыл-Орде, надгробия писателю Александру Беку, артисткам Екатерине Гельцер и Марии Максаковой. Созданная Пекаревым мемориальная доска балерине Гельцер, установленная в Москве (Брюсов пер. 17), критики относят к лучшим работам этого жанра.

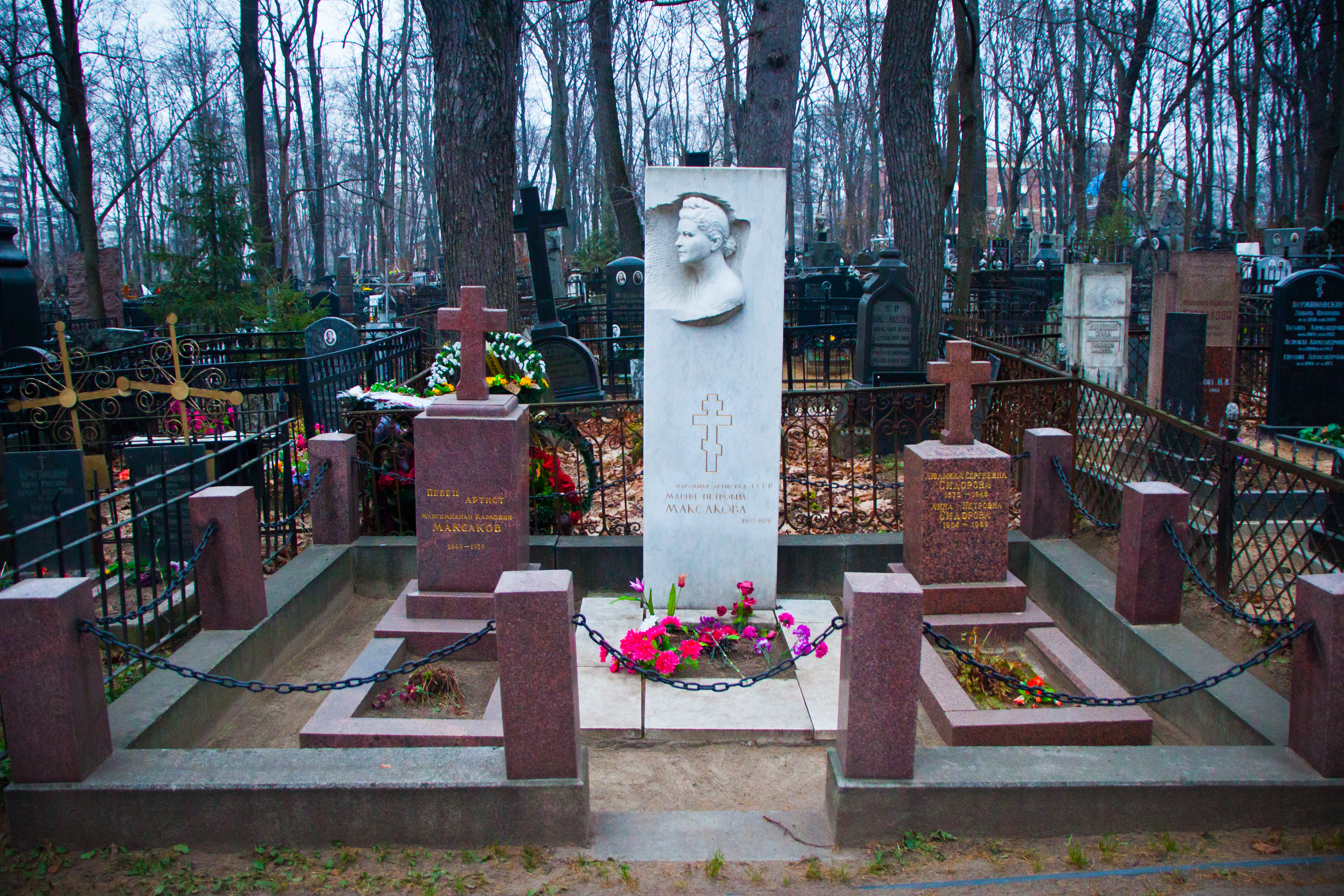
Могила М. П. Максаковой на Введенском кладбище. Скульптор А. Пекарев

Не избежал Александр Пекарев и необходимости ваять образ вождя мирового пролетариата В. И. Ленина. Вот как описывает эту необходимость скульптор, народный художник России Георгий Франгулян: 

Это был кормилец такой, всенародный кормилец был. Он кормил всех скульпторов. Очень выгодно было делать фигуру Ленина. Если фигура солдата стоила 1200 рублей, то в два раза дороже стоила фигура Ленина. Поэтому их множество, их просто тысячи. Существует определённая иконография, но кому-то удаётся возвыситься, кому-то — нет. Я думаю, что количество произведений искусства среди этих фигур очень ничтожно. На самом деле, наверное, единицы.

К таким единицам можно уверенно отнести скульптора Пекарева: к 100-летию Ленина номер главного журнала советских архитекторов «Архитектура СССР» открывался работой скульптора Пекарева.

## Мастерская
Мастерская Александра Васильевича находилась в Москве на Фрунзенской набережной на восьмом этаже дома № 46 (жил он в этом же доме в квартире 28). Сюда к нему приходили позировать писатель Александр Бек, поэт Евгений Долматовский, академик РАН Николай Цицин, архитектор Яков Белопольский и многие другие. Здесь часто бывал друг Александра Васильевича скульптор Евгений Вучетич.
Различные скульптурные работы Александр Васильевич выполнял также и в своей летней мастерской, находившейся в Снегирях под Москвой в посёлке Архитекторов. Здесь его соседями были Б. М. Иофан, А. Б. Борецкий, Д. Н. Чечулин, а также инженеры-строители В. Н. Насонов и Г. С. Хромов. Здесь также имела свою летнюю мастерскую старейший член Союза художников СССР, скульптор Н. И. Нисс-Гольдман.

## Выставки
Произведения А. В. Пекарева экспонируются в 18 музеях. Он участник большинства московских, республиканских и всесоюзных художественных выставок. Вот лишь некоторые из них:
- 1948 — Всесоюзная выставка произведений молодых художников, посвящённая 30-летию ВЛКСМ. Государственный музей изобразительных искусств имени А. С. Пушкина. Москва.[22].
- 1951 — «Всесоюзная художественная выставка 1951 года». Государственная Третьяковская галерея. Москва.[26]
- 1952 — «Всесоюзная художественная выставка 1952 года». Государственная Третьяковская галерея. Москва.[27]
- 1954 — «Всесоюзная художественная выставка 1954 года». Москва.[28]
- 1958 — Выставка «40 лет Советских Вооружённых сил». В залах Академии художеств СССР. Москва.[29]
- 1958 — Всесоюзная художественная выставка «40 лет ВЛКСМ». Центральный выставочный зал. Москва.[30][31]
- 1960 — Республиканская художественная выставка «Советская Россия». Центральный выставочный зал. Москва.[32] К выставке был издан подробный каталог работ.[33]
- 1961 — Выставка произведений московских художников 1961
- 1962 — Выставка к 30-летию Московской организации Союза художников РСФСР. Центральный выставочный зал. Москва.[34]. Эта выставка запомнилась знаковым посещением выставки партийным руководством во главе с Хрущёвым Н. С. и сопровождалось резкой критикой авангардистских работ, представленных в экспозиции — см. Посещение Хрущёвым выставки авангардистов.
- 1965 — Всесоюзная художественная выставка «На страже мира», посвящённая 20-летию Победы советского народа в Великой Отечественной войне. Центральный выставочный зал. Москва.[35][36]

## Награды
- Орден Красного Знамени (02.07.1944)[12]
- Орден Красного Знамени (28.09.1945)[8]
- Орден Отечественной войны 1-й степени (02.03.1945)[37]
- Медаль «За оборону Москвы» (20.04.1945)[38]
- Медаль «За победу над Германией в Великой Отечественной войне 1941—1945 гг.»
- Медаль «Тридцать лет Победы в Великой Отечественной войне 1941-1945 гг.»
- Медаль «За победу над Японией»
- Медаль «За взятие Кёнигсберга»
- Медаль «За доблестный труд в Великой Отечественной войне 1941—1945 гг.»
- Медаль «В память 800-летия Москвы»
- Большая серебряная медаль ВСХВ образца 1955 года

## Семья
- Отец — Василий Алексеевич Пекарев, крестьянин (1869 — 1929).
- Мать — Мария Фёдоровна Пекарева (урождённая  Архарова), крестьянка (1875—1960).
- Жена — Нисс Александровна Пекарева (урож. Гольдман) (1912—1984) архитектор, автор многочисленных статей и монографий по истории и теории архитектуры, в том числе «И. А. Фомин» (1953), «Новая Каховка» (1958), «Московский Метрополитен» (1958), «Электросталь» (1962), «Кремлёвский дворец съездов» (фотоальбом, 1965—1978, ряд переизданий), «М. В. Посохин: народный архитектор СССР» (1985) и др.
- Сын — Денис (1938), окончил ЛИСИ. Работал мастером на строительстве металлургического комбината «Североникель» (г. Мончегорск). C 1973 живёт в Риме. Работал в Ватикане на «Радио Ватикана» (1974 — 1977), в Русской службе Би-би-си в Лондоне (1978—1981), на «Радио Свобода» в Мюнхене (1985 — 1995)[39][40].
- Сёстры — Евдокия (1898—1967), Любовь (1900 — 1996) , Александра (1902—1999), Анна (1914 — 1924), Антонина (1915 — 1998).
- Тёща — Нина Ильинична Нисс-Гольдман (1892 — 1990) — художник, скульптор, педагог, один из членов-учредителей общества художников «4 искусства» (1924—1931, Москва), член Общества русских скульпторов (ОРС) (1925 — 1932, Москва), член МОССХа с момента его основания (1932), старейший член Союза художников СССР.
- Дядя — Алексей Фёдорович Архаров (1880 — 1938) — 176 дорожный участок ОШОСДОРа, г. Смоленск, бухгалтер. Арестован 20 декабря 1937 г. УГБ УНКВД Смоленской обл. Расстрелян 10 января 1938 г. Реабилитирован 14 октября 1958[41][42].
- Тётя — Татьяна Фёдоровна Архарова (1877 — 1938) — крестьянка. Проживала в Старом Дворе. Арестована 24 октября 1937 г. Приговор: 10 лет лишения свободы. Умерла в колонии в 1938[43].
- Племянник — Игорь Владимирович Смирнов (1924 — 1942), сын сестры Любы, погиб на фронте Великой Отечественной войны[44].